# Huglifloden
Huglifloden, eller Hooghly, är den västligaste och i kommersiellt hänseende viktigaste av de mynningsarmar genom vilka Ganges strömmar ut i Bengaliska viken. Största stad längs floden är Calcutta. Floden är 260 kilometer lång. Den har gett namn åt staden Hugli-Chuchura och distriktet Hugli. Staden Serampore, som är belägen vid floden, var under danskt styre under namnet Frederiksnagore mellan åren 1755 och 1845, och såldes därefter till Brittiska Ostindiska Kompaniet.